# Alamar (película de 2009)
Alamar (Al mar) es una película documental mexicana de 2009 dirigida por Pedro González-Rubio, trata sobre un niño que visita a su padre en el Banco Chinchorro.
Alamar ganó el premio a mejor película y el premio del público en el 7° Festival Internacional de Cine de Morelia.

## Contenido de la película
La película está ambientada en la barrera coralina de Banco Chinchorro, catalogada como "reserva de la biosfera" por la UNESCO el 2 de febrero de 2004. Nathan, un niño urbano de 5 años, encuentra a su padre Jorge, un pescador mexicano, durante las vacaciones. Van a pescar juntos; se renueva un vínculo entre el padre y su hijo, impulsado por la belleza de la naturaleza.
Entre ficción y documental, es una experiencia iniciática para el niño pequeño y contemplativa para el espectador.

## Reparto
- Jorge Machado Jorge
- Natán Machado Palombini Natán
- Roberta PalombiniRoberta
- Néstor Marín Matraca